# Gerhard Sagemüller
Gerhard Sagemüller (geboren 17. Januar 1958 in Köln) ist ein deutscher Komponist, Texter, Musik-Produzent, Schlagzeuger, Percussionist und Gitarrist.

## Leben und Wirken
Sagemüller legte 1979 das Abitur ab und leistete anschließend Zivildienst in der Altenpflege beim Deutschen Paritätischen Wohlfahrtsverband Köln. Von 1972 bis 1980 war er als Schlagzeuger in diversen Kölner Rockbands tätig; nach Zusammenarbeit mit Arno Steffen in der Gruppe Knall im Jahr 1981 als Berufsmusiker. Es folgten zahlreiche Tourneen, Live- und Studiosessions. Seit 1989 arbeitet er zusammen mit seiner Frau Maggie Mackenthun an verschiedenen Musikprojekten, u. a. und vorrangig seit 1994 Kozmic Blue.
Er arbeitete mit zahlreichen weiteren Bands und Künstlern zusammen wie zum Beispiel in den 1980er und 1990er Jahren mit Die Heteros, Ina Deter Band, Schroeder Roadshow, Schroeder (1984 bis 1988), Drafi Deutscher, Die Firma, Wolf Maahn,  S.O.Blue, Kashmir, King Size Dick, Anne Haigis (1992–1997) und Gerd Köster. Ab 2002 erfolgte eine Zusammenarbeit mit Gerd Köster und Frank Hocker, Richard Bargel, 2009 das The Kozmic Kaye Project.
1986 wirkte Sagemüller als Schlagzeuger mit der Allstar Band an der Seite von u. a. Udo Lindenberg, Purple Schulz, Haindling, Rio Reiser, Wolf Maahn und Wolfgang Niedecken vor mehr als 100.000 Menschen auf dem Anti-WAAhnsinns-Festival in Burglengenfeld gegen die geplante Wiederaufarbeitungsanlage Wackersdorf.
1988 trat er mit Schroeder vor mehr als 200.000 Menschen auf dem bislang größten europäischen Live Event Das Werner-Rennen in Hartenholm auf.
2019 feierte Sagemüller mit Maggie Mackenthun das 30-jährige gemeinsame Bühnenjubiläum in Köln im Rahmen eines Konzertes in der Lutherkirche. Zu diesem Anlass kamen mit Gerti Beracz, Olli Blahak, Rich Schwab, Justus Sagemüller, Brahm Heidl, Eric Zeiler, Christoph Broll, Biggi Wanninger, Nobby Schmidt, Allessandro Palmitessa, Knuth Jerxsen, Martin Doepke und Achim Fink wichtige Freunde und Weggefährten zusammen.

## Aufnahmen und Konzertmitschnitte (Auswahl)
- DFF mit Ina Deter Band auf der Volksbühne Berlin, 1983
- Rockpalast mit Schroeder; Konzertmitschnitt Markthalle Hamburg 1985[15]
- Rockpalast mit Gerd Köster; Konzertmitschnitt aus dem E-Werk Köln 1994[16]
- Live aus dem Alabama mit Schroeder, Konzertmitschnitt aus dem Schlachthof München 1984
- Live aus dem Alabama mit Drafi Deutscher; Konzertmitschnitt aus dem Schlachthof München 1985
- Formel Eins mit Wolf Maahn, Rosen im Asphalt 1985[5]
- Musik Convoy Berlin 1984[17]

- Kozmic Blue Live aus dem Funkhaus in Köln, Deutschlandradio Berlin 2005
- Köster/Hocker im Gloria, WDR 5, 2018

## Diskografie (Auswahl)
- Knall, Kameraden, Intercord – INT 145.629, 1981
- Schroeder, Hurra, Emi – 1C 066 24 0149, 1984
- Schroeder, Halt Dich An Deiner Liebe Fest, EMI – 1C 006 20 0177 7, 1984
- WAAhnsinn, EMI– 1C 2LP164 14 7188 3, 1986
- Schroeder, Live beim Rennen, Colonia – F 670.360, 1989
- Das Rennen, VHS Video, Semmel-Verlach, 1989
- S.O.Blue, Chlodwig – 210 954, 1990
- Kashmir, Lord of the lights, Hitchkokk, 1993
- Kozmic Blue, Live At The Monterey, S-Promotion – S-P 09802K, 1996
- 3Königen, Westpark, 1997
- Anne Haigis, Dancing In The Fire, Pläne – 88801, 1997
- Kozmic Blue, Diamonds and glass, S-P 9909KD, 1998
- Gerd Köster, Live Im Küppers Klub, Chlodwig – 60086, 1999
- Kozmic Blue, Nothing but magic, S-Promotion – S-P0102KM, 2000
- Köster & Hocker, Final Verseucht, The Record Company – CD 60101, 2001
- Kozmic Blue, Live in Twist, S-P 0219KLT, 2002
- Kozmic Blue, Boot, leg and kozmic DVD, 2004
- Kozmic Blue, Best of 96-06, S-P 2006BO, 2006
- Kozmic Blue, Live in Glueckseligkeit, 2009
- Kozmic Blue, Home, S-P11KBH, 2011
- Köster/Hocker & Band, Höösch Bloot Live, GMO - The Label 003-2, 2012
- IGing, A1 records, 2012
- Köster / Hocker– A's Kla?, GMO 066-2, 2017
- Kozmic Blue, Sunset in paradise, SPKS16, 2017
- Köster/Hocker, Fremde Feddere, GMO 074-1, 2019
- Hope, Go music, A1 records, 2020
- Anfürsich es et Blues, Sampler, Torburg, 2020